# Palazzo Cacherano di Bricherasio
Il Palazzo Cacherano di Bricherasio è un antico edificio seicentesco del Centro storico di Torino, situato in via Giuseppe Luigi Lagrange 20, a breve distanza da Piazza San Carlo, Via Roma e Piazza C.L.N. 

Già residenza nobile fin dal XVII secolo, fu dimora dei conti Cacherano di Bricherasio, un'estinta famiglia dell'antica nobiltà piemontese distintasi per onori militari che vantò il titolo di viceré dei Savoia per alcuni dei suoi membri ma che si distinse anche per apprezzabili attività di filantropia e mecenatismo. 
Nel corso del Novecento ha subito notevoli trasformazioni e passaggi di proprietà, divenendo prima una scuola e poi sede espositiva della Fondazione Palazzo Bricherasio.

Dal 2010 è la sede principale della Banca Patrimoni Sella & C.

## Storia
Dimora signorile già dal 1636, l'edificio fu edificato nell'antica Contrada dei Conciai. In seguito venne acquistato dai conti Solaro di Monasterolo che nel 1760 commissionarono un primo rimaneggiamento all'architetto Carlo Emanuele Bovis.
Dal 1849 al 1851 fu abitato dallo scrittore milanese Giovanni Berchet, uno dei protagonisti del Romanticismo italiano, nonché deputato del Regno Sabaudo, rifugiatosi a Torino e ivi morto esule.
Nel 1855 divenne proprietà dei conti Cacherano di Bricherasio, un'estinta famiglia dell'antica nobiltà piemontese distintasi per onori militari che vantò il titolo di viceré dei Savoia per alcuni dei suoi membri ma che si distinse anche per apprezzabili attività di filantropia e mecenatismo. Al conte Luigi Baldassarre Cacherano di Bricherasio, si deve il rimaneggiamento degli ambienti interni e dei prospetti esterni su progetto di Barnaba Panizza, secondo i dettami dello stile neoclassico dell'epoca. Dal suo matrimonio con la marchesa Teresa Massel di Caresana nacquero Sofia ed Emanuele, che divennero presto personaggi di spicco della nobiltà torinese di inizio Novecento. 
Malgrado la prematura scomparsa di Luigi nel 1867, la famiglia Bricherasio continuò a risiedervi e a dedicarsi a un'intensa attività filantropica e artistica. Sofia fu una discreta pittrice nonché prediletta allieva del celebre pittore piemontese Lorenzo Delleani e fece di Palazzo Bricherasio uno dei più rinomati «salotti» culturali della città, oltre che abituale sede di ricevimenti, mostre, iniziative culturali che videro protagonisti il Delleani stesso ma anche Rodolfo Morgari, lo scultore Leonardo Bistolfi e alcuni dei maggiori esponenti della musica, delle lettere e dell'arte dell'epoca, tra cui lo scrittore Edmondo De Amicis e il celebre musicista Arturo Toscanini. Assidua fu anche la frequentazione del capitano di Cavalleria Federico Caprilli, intimo amico della famiglia Bricherasio, nonché anche amico e compagno d'arme dello stesso Emanuele all'Accademia Militare di Modena. Palazzo Bricherasio come le altre residenze di Miradolo, Fubìne e Uviglie continuarono a essere fulcro di un vivace fermento culturale che coinvolse molti artisti e intellettuali del territorio piemontese a cavallo tra Ottocento e Novecento.

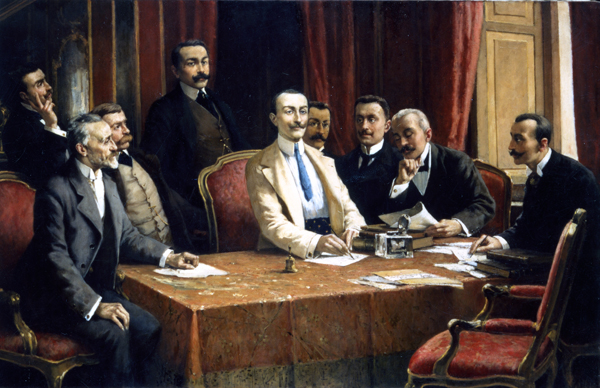
Lorenzo Delleani, I fondatori della F.I.A.T..
Emanuele Cacherano di Bricherasio raffigurato al centro del dipinto, con la giacca chiara e la cravatta azzurra, nello studio di Palazzo Bricherasio.

Il fratello Emanuele si distinse inoltre per il suo intraprendente impegno nell'emergente settore dell'industria automobilistica. Affascinato dalle nascenti invenzioni meccaniche della vicina Francia e della Germania, il 1º luglio 1899 convocò a palazzo un gruppo di aristocratici e notabili torinesi, figurando tra i soci fondatori di una prima società che prese poi il nome di F.I.A.T. e il cui atto costitutivo venne firmato proprio nel suo studio al primo piano. Lo storico evento venne raffigurato nel dipinto commissionato all'amico Delleani, dove Emanuele Bricherasio è ritratto nell'intento di siglare il documento, assumendo la carica di vicepresidente.
In seguito all'improvvisa e mai chiarita scomparsa di Emanuele Bricherasio nel 1904 a soli trentacinque anni, la sorella primogenita Sofia e l'anziana madre continuarono a vivere da sole nel palazzo dedicandosi in maniera crescente alla filantropìa. Nel 1937 l'edificio venne rimaneggiato dall'architetto Annibale Rigotti che riprogettò la nuova cancellata e il prospetto affacciato sulla nuova via creata dopo il contestuale rifacimento piacentiniano del secondo tratto di via Roma e degli isolati circostanti, che risparmiò il palazzo ma lo privò definitivamente del suo antistante giardino. Scampato ai massicci bombardamenti del secondo conflitto mondiale, il palazzo fu lasciato dalla contessa Sofia, nubile e ormai ultima discendente senza alcun erede, per trasferirsi stabilmente nella residenza di campagna di Miradolo; alla sua morte, avvenuta nel 1950, anche lo storico palazzo torinese fu incluso nel cospicuo lascito testamentario della contessa in favore della Piccola opera della Divina Provvidenza di don Orione, alla quale la nobile famiglia soleva elargire frequenti donazioni. Da allora Palazzo Bricherasio divenne dapprima la sede di una scuola di ricamo per ragazze disagiate e, fino alla metà degli anni ottanta, ospitò le aule di un istituto tecnico superiore per periti meccanici.
Dopo circa un decennio di decadimento, nel 1994 l'intero edificio fu acquistato dal gallerista Alberto Alessio che, dopo un attento restauro conservativo e la ristrutturazione a opera degli architetti Campanino, Dal Bianco e Cinquetti, ne fece la sede della Fondazione Palazzo Bricherasio. Divenuto prestigioso polo espositivo con mostre di grande rilievo internazionale per circa quindici anni, la Fondazione Palazzo Bricherasio dovette chiudere nel 2009, in un clima di mesta polemica e di scontento.
Nel 2010, dopo aver corso il rischio di essere lottizzato per realizzare appartamenti di lusso, il palazzo è stato acquistato dalla Banca Sella per destinarlo a sede di rappresentanza della Banca Patrimoni Sella & C. ma garantendo, tuttavia, l'accesso al pubblico per visite guidate in determinati periodi dell'anno.
 Il piano terra, inoltre, ospita dal 2011 una caffetteria ricavata nel patio antistante e coperto da un'avveniristica struttura.

## Caratteristiche

### L'esterno
L'edificio presenta una pianta quadrangolare di proporzioni regolari e dei prospetti caratterizzati da un colore grigio chiaro con finestre neoclassiche sormontate da timpani e intervallate da semicolonne in bugnato e cornici marcapiano. 
Il prospetto affacciato su via Lagrange presenta il portone d'accesso con l'atrio padronale, originariamente unico ingresso dell'edificio, che conduce direttamente a una piccola corte interna quadrangolare. Il tetto presenta una serie di abbaini realizzati nella ristrutturazione avvenuta nel 1994, in cui il sottotetto fu recuperato per realizzare un grande appartamento privato. Quasi in corrispondenza del portone di ingresso, all'altezza del primo piano è presente una lapide commemorativa in memoria dello scrittore milanese Giovanni Berchet, vissuto e morto in questo palazzo nel 1851.
La facciata settentrionale è caratterizzata da tre alte monofore ad arco che si aprono su una balconata sovrastata dal bassorilievo che riporta lo stemma dell'estinta famiglia dei Cacherano di Bricherasio. Fino al primo decennio degli anni duemila l'area antistante risultava pavimentata in porfido rosso e recintata da una cancellata disegnata nel 1937 dall'architetto Annibale Rigotti, che ridisegnò anche l'intero prospetto nord. Questo spazio in origine costituiva il patio che precedeva il giardino della residenza, scomparso a seguito della contestuale ristrutturazione piacentiniana del secondo tratto di via Roma e piazza C.L.N. completata nel 1938. 
Dal 2010 la cancellata metallica è stata rimossa mantenendo la sola struttura in muratura e quest'area è stata interamente ricoperta da un'avveniristica struttura poliedrica in acciaio e vetro progettata dallo Studio Domenino & Prete per ospitare al suo interno una moderna caffetteria. Contestualmente, tutti i locali del piano terra dell'edificio, sono occupati da attività commerciali.

### Gli interni
Gli interni sono stati pesantemente rimaneggiati nel corso degli ultimi decenni perdendo gran parte dei complementi e degli affreschi settecenteschi che li decoravano. Tuttavia gli interventi di ristrutturazione dei primi anni novanta, seppur radicali, hanno conservato e valorizzato gli elementi di maggiore interesse come lo «scalone dei putti» in legno dorato e ottone, opera di Barnaba Panizza e un paio di saloni con decori in stile settecentesco di Rodolfo Morgari. Contestualmente alla ristrutturazione sono stati creati anche locali tecnici e spazi completamente nuovi, come la grande scala ellittica con al centro l'ascensore in acciaio e vetro situata nel vano attiguo allo scalone d'onore.

## Collegamenti
Palazzo Bricherasio è raggiungibile dalla fermata M1 Porta Nuova.